# Nati nel 1635
| Questa pagina contiene informazioni ricavate automaticamente dalle voci biografiche con l'ausilio del template Bio e di un bot. L'aggiornamento è periodico e automatico e ricostruisce completamente la pagina. Se manca una persona in questa lista, sei pregato di non aggiungerla, ma accertati piuttosto che la sua voce biografica contenga il template Bio e che i dati anagrafici siano correttamente compilati. Se il template Bio manca, inseriscilo tu stesso o, in alternativa, metti l'avviso {{tmp\|Bio}} che ne segnala la mancanza. Se i dati riportati sono sbagliati, correggi direttamente la voce biografica; le modifiche saranno visibili in questa lista entro pochi giorni. Per chiarimenti vedi il progetto biografie. La lista contiene solo le 99 persone che sono citate nell'enciclopedia e per le quali è stato implementato correttamente il template Bio. Pagina aggiornata al 2 giu 2025. |

## Gennaio(6)
- 2 gennaio - Wilhelmus à Brakel, predicatore e teologo olandese († 1711)
- 5 gennaio - Carlo Musitano, medico, presbitero e scrittore italiano († 1714)
- 8 gennaio - Luis Manuel Fernández Portocarrero y Guzmán, cardinale e arcivescovo cattolico spagnolo († 1709)
- 10 gennaio - Alessandro Farnese, generale spagnolo († 1689)
- 13 gennaio - Philipp Jacob Spener, teologo tedesco († 1705)
- 25 gennaio - Daniel Casper von Lohenstein, drammaturgo tedesco († 1683)

## Febbraio(7)
- 11 febbraio - Lorenzo Panciatichi, letterato italiano († 1676)
- 14 febbraio - René Gaultier de Varennes, militare francese († 1689)
- 15 febbraio - Rutger van Langervelt, architetto, matematico e pittore olandese († 1695)
- 18 febbraio - Johan Gyllenstierna, politico svedese († 1680)
- 22 febbraio - Vincenzo Rospigliosi, ammiraglio e nobile italiano († 1673)
- 25 febbraio - Valeriano di Nassau-Usingen, nobile tedesco († 1702)
- 27 febbraio - Fadrique Álvarez de Toledo y Ponce de León, militare spagnolo († 1705)

## Marzo(7)
- 4 marzo - Emilia van Nassau-Beverweerd, olandese († 1688)
- 10 marzo - Alberto Mugiasca, vescovo cattolico italiano († 1694)
- 15 marzo - Philipp Franz Eberhard von Dalberg, giudice e religioso tedesco († 1693)
- 15 marzo - Sulaiman Shikoh, principe indiano († 1662)
- 20 marzo - Elisabetta Amalia d'Assia-Darmstadt, nobildonna († 1709)
- 21 marzo - Francesco Alfonso Donnoli, scrittore, poeta e insegnante italiano († 1724)
- 31 marzo - Carlo Loffredo, arcivescovo cattolico italiano († 1701)

## Aprile(1)
- 16 aprile - Frans van Mieris il Vecchio, pittore olandese († 1681)

## Maggio(4)
- 1º maggio - Daniel Daniélis, compositore belga († 1696)
- 6 maggio - Johann Joachim Becher, alchimista, chimico e economista tedesco († 1682)
- 9 maggio - Augusto di Schleswig-Holstein-Sonderburg-Plön-Norburg, nobile danese († 1699)
- 11 maggio - Giovanna Maddalena Gonzaga, nobildonna italiana († 1695)

## Giugno(7)
- 2 giugno - Laurent d'Arvieux, viaggiatore francese († 1702)
- 3 giugno - Andrea Malinconico, pittore italiano († 1698)
- 3 giugno - Philippe Quinault, drammaturgo e librettista francese († 1688)
- 5 giugno - Jean-Baptiste Forest, pittore e mercante d'arte francese († 1712)
- 10 giugno - Federico Caccia, cardinale e arcivescovo cattolico italiano († 1699)
- 15 giugno - Bernardino Gentili il Vecchio, ceramista italiano († 1683)
- 18 giugno - Manuel de la Torre y Gutiérrez, arcivescovo cattolico spagnolo († 1694)

## Luglio(7)
- 10 luglio - Nicholas De Mayer, politico tedesco († 1691)
- 10 luglio - Maria Benigna Francesca di Sassonia-Lauenburg, nobile sassone († 1701)
- 16 luglio - Innocenzo Milliavacca, vescovo cattolico italiano († 1714)
- 18 luglio - Robert Hooke, fisico, biologo e geologo inglese († 1703)
- 19 luglio - Francine Descartes, francese († 1640)
- 23 luglio - Adam Dollard des Ormeaux, militare francese († 1660)
- 29 luglio - Cristiano Ludovico di Waldeck, nobile tedesco († 1706)

## Agosto(2)
- 25 agosto - Francesco Stringa, pittore italiano († 1709)
- 30 agosto - Pieter Spierinckx, pittore fiammingo († 1711)

## Settembre(1)
- 8 settembre - Paolo I Esterházy, nobile, militare e compositore ungherese († 1713)

## Ottobre(3)
- 3 ottobre - Isabella d'Este, duchessa italiana († 1666)
- 6 ottobre - Francesco Paglia, pittore e critico d'arte italiano († 1714)
- 7 ottobre - Roger de Piles, pittore, critico d'arte e diplomatico francese († 1709)

## Novembre(3)
- 1º novembre - Johann Michael Vansleb, teologo e linguista tedesco († 1679)
- 15 novembre - Margherita Violante di Savoia, principessa italiana († 1663)
- 27 novembre - Madame de Maintenon, nobile francese († 1719)

## Dicembre(5)
- 9 dicembre - Francesco Beverini, poeta e librettista italiano
- 19 dicembre - Gabrio Giuseppe Serbelloni, I duca di San Gabrio, militare, politico e duca italiano († 1712)
- 21 dicembre - Carlo Gibertoni, artigiano italiano
- 24 dicembre - Giuseppe Rosa, arcivescovo cattolico italiano († 1694)
- 28 dicembre - Elisabetta Stuart, nobile britannica († 1650)

## Senza giorno specificato(46)
- Claude Amèline, teologo francese († 1708)
- Claudio José Vicente Antolínez, pittore spagnolo († 1676)
- Thomas Betterton, attore teatrale inglese († 1710)
- Federico Bianchi, pittore italiano († 1719)
- Sebastiano Bombelli, pittore italiano († 1719)
- Nicolò Bon, numismatico italiano († 1712)
- Gian Giacomo Bornini, pittore italiano († 1700)
- Frans van Bossuit, scultore fiammingo († 1692)
- Thomas Burnet, teologo inglese († 1715)
- Giuseppe Campani, ottico, astronomo e inventore italiano († 1715)
- Francesco Antonio Carafa, arcivescovo cattolico italiano († 1692)
- Carlo Antonio Carlone, architetto italiano († 1708)
- Charles-Jean-François Chéron, medaglista francese († 1698)
- Thomas Colepeper, II barone Colepeper, politico inglese († 1689)
- Giuseppe Colombi, compositore e musicista italiano († 1694)
- Domenico Cucci, ebanista e incisore italiano († 1704)
- Adriaan Dortsman, architetto olandese († 1682)
- Flavia Durand, pittrice italiana († 1715)
- Vincenzo Durazzo, doge italiano († 1724)
- Fernando Fajardo y Álvarez de Toledo, nobile spagnolo († 1693)
- Charles-François Félix, medico e chirurgo francese († 1703)
- Antonio Giorgetti, scultore italiano († 1669)
- Jan van Glabbeeck, pittore olandese († 1686)
- Nicholas van Hoorn, mercante e pirata olandese († 1683)
- Fazıl Ahmed Köprülü, militare ottomano († 1676)
- Giovan Battista Langetti, pittore italiano († 1676)
- Stefano Magnasco, pittore italiano
- Pietro Migali, compositore e violinista italiano († 1715)
- Francesco Moneti, francescano, astronomo e letterato italiano († 1712)
- Henry Morgan, pirata, corsaro e ammiraglio gallese († 1688)
- Antonio Fausto Naironi, scrittore, presbitero e orientalista libanese († 1707)
- Federico Panza, pittore italiano († 1705)
- Ramon Perellos y Roccaful, militare spagnolo († 1720)
- Joseph Roëttiers, medaglista francese († 1703)
- Louis de Rohan, nobile francese († 1674)
- Agostino Santagostino, pittore italiano († 1706)
- Pietro Santi Bartoli, pittore, antiquario e incisore italiano († 1700)
- Peder Griffenfeld, politico danese († 1699)
- Auke Stellingwerf, ammiraglio olandese († 1665)
- Johann Christoph Sturm, fisico tedesco († 1703)
- Francesco Terriesi, diplomatico italiano († 1715)
- Jean-Baptiste Tuby, scultore francese († 1700)
- Pier Francesco Varchesi, pittore italiano († 1715)
- Zanabazar, monaco buddhista e scultore mongolo († 1723)
- Henri de Montfaucon de Villars, scrittore francese († 1673)
- Abraham van Dijck, pittore olandese († 1680)